# Podregion Kotka–Hamina
Podregion Kotka–Hamina (fiń. Kotkan–Haminan seutukunta) – podregion w Finlandii, w regionie Kymenlaakso.
W skład podregionu wchodzą gminy:
- Hamina,
- Kotka,
- Miehikkälä,
- Pyhtää,
- Virolahti.